# Godofredo de Loaiza
Godofredo de Loayza (n. circa 1520 - ?), también llamado por algunos Jofre o Jufré de Loayza (Godofré de Loayza, según Diego López de Cogolludo). Fue un funcionario español, visitador y oidor de la Real Audiencia de los Confines. Fue alcalde mayor de la provincias de Yucatán y Tabasco cuando se desempeñó como oidor enviado por la Real Audiencia a fines del año 1560, para residenciar a tres alcaldes mayores que lo precedieron en el gobierno de Yucatán: Juan de Paredes, Alonso Ortiz de Argueta y Álvaro de Carvajal.

## Alcalde Mayor de Tabasco
Siendo muy joven, fue nombrado en 1547 Alcalde Mayor Interino de Tabasco, en sustitución temporal de Alonso de Bazán y Herrera quien tuvo que dejar el cargo para viajar a la Ciudad de México, Loayza, ocupó el cargo solo por algunos meses, debido al regreso del Alcalde Mayor.

## Datos históricos de su gobierno en Yucatán
A partir de 1552 la provincia de Yucatán estuvo bajo la jurisdicción de la Real Audiencia de Guatemala (o de los Confines, como se llamó) por determinación del rey Carlos V. Cuatro alcalde mayores nombrados por los Confines se sucedieron en el cargo como gobernantes de Yucatán a partir de entonces: de 1553 a 1554, Gaspar Suárez de Ávila que fue ratificado por Guatemala después de la importante tarea de visitador que desempeñó Tomás López Medel; de 1554 a finales de 1555, periodo en que gobernó Álvaro de Carvajal; después arribó de Guatemala para gobernar la provincia de Yucatán el tercer alcalde mayor, Alonso Ortiz de Argueta; finalmente, sucediendo a este, a partir de 1558 y hasta finales de 1560, Juan de Paredes, quien fue el cuarto y último alcalde mayor nombrado por los Confines. Después de él vendría como visitador, Jofre de Loayza, y más tarde un nuevo alcalde mayor, Diego de Quijada, que sería el último funcionario español en ejercer la gubernatura de Yucatán con ese título, aunque este fue nombrado directamente por el rey Felipe II de España y ya no por la Real Audiencia de los Confines. A partir de eso, quienes ejercieron el mando político y administrativo en la provincia de Yucatán serían denominados gobernadores.
Desde 1558 el malestar de la provincia de Yucatán con relación a los gobernantes que le eran enviados desde Guatemala se manifestó y entonces se hicieron llegar al rey quejas por la debilidad que mostraban los alcaldes mayores que se designaban para la región. En 1559 los franciscanos pidieron oficialmente al Consejo de Indias que el rey nombrara directamente a los alcaldes mayores y que la provincia pasara a depender nuevamente de la Real Audiencia de México ya que:

"en la audiencia de los Confines nunca proveen sino a sus criados por alcaldes mayores que es harta mal gobernada".

Era tan profundo tal malestar que fray Diego de Landa, quien acababa de ser electo superior de la misión franciscana en Yucatán en 1556 y que actuaba en la región con gran autoridad, viajó personalmente a Guatemala para hacerse oír por la Real Audiencia y le transmitió su opinión en el sentido de que los mayas seguían siendo maltratados por los encomenderos a pesar de todos los esfuerzos realizados desde la visita años atrás de López Medel, de sus ordenanzas y de los cambios que se habían hecho de diversos alcaldes mayores a lo largo de los años que siguieron y que habían demostrado ser a cual más incapaz para imponer el orden y el respeto a los naturales, por parte de los españoles que seguían utilizándolos como bestias de carga. En cierto sentido, logró el fraile su propósito porque regresó a Yucatán en 1560 acompañado de un nuevo oidor de la Audiencia, el licenciado Jofre de Loayza, que habría de hacerse cargo del gobierno, relegando a don Juan de Paredes, e iniciando de inmediato un juicio de residencia en contra de los últimos tres alcaldes mayores.
A su llegada a la provincia, inició el nuevo oidor su gestión en Yucatán revisando una vez más los tributos que pagaban los indígenas a los encomenderos y reduciéndolos significativamente, de inmediato. La visita de Loayza, que regresó a Guatemala para seguir desempeñando su cargo de oidor avanzado el año de 1561, favoreció a los indígenas y representó la última intervención de los Confines en la provincia de Yucatán. A pesar de lo anterior, su sucesor, Diego de Quijada, alcalde mayor nombrado directamente por el rey, siguió juicio de residencia a Loayza, dictándole sentencia que no fue ratificada, en el que el principal cargo del que se le acusó fue que había hecho concesiones a los encomenderos permitiéndoles emplear a los mayas como criados en su servicio personal, concesión que fue revocada por Quijada.